# Гарсиа, Родриго
Родри́го Гарси́а Барча (исп. Rodrigo García Barcha, род. 24 августа 1959, Богота) — колумбийский кинорежиссёр, сценарист, продюсер и кинооператор.

## Биография
Сын Габриэля Гарсиа Маркеса. Начинал как кинооператор. В 2000-е годы стал снимать собственные фильмы, несколько из них отмечены крупными премиями. Выступает также продюсером. Работает в США.

## Фильмография

### Режиссёр
- 2000 — Женские тайны (премия Каннского МКФ «Особый взгляд», премия фестиваля Санденс)
- 2005 — Девять жизней (три премии МКФ в Локарно, премия лучшему режиссёру на кинофестивале в Боготе)
- 2008 — Пассажиры
- 2008—2011 — Пациенты
- 2010 — Мать и дитя
- 2011 — Таинственный Альберт Ноббс
- 2014 — Джеки и Райан
- 2015 — Дни искушения[англ.]
- 2020 — Четыре хороших дня[англ.]
- 2022 — Рэймонд и Рэй[англ.]

Также выступил режиссёром эпизода 5.06 телесериала «Клан Сопрано», пяти эпизодов телесериала «Клиент всегда мёртв» и пяти эпизодов телесериала «Карнавал».

### Оператор
- 1988 — Лето мисс Форбс
- 1989 — Лола
- 1993 — Моя сумасшедшая жизнь
- 1995 — Четыре комнаты (эпизод «Недостающий ингредиент»)
- 1998 — Джиа
- 1999 — Обнажённые тела